# Monogénesis y poligénesis lingüística
La monogénesis y la poligénesis lingüísticas son dos hipótesis alternativas sobre el origen filogenético de las lenguas humanas. De acuerdo con la monogénesis el lenguaje humano surgió una sola vez en una única comunidad, y todas las lenguas actuales proceden de la primera lengua primigenia. De acuerdo con la segunda las lenguas humanas pudieron nacer en varias comunidades independientemente, y las lenguas actuales procederían de diferentes fuentes.

## Monogénesis
La monogénesis indica un origen único de las lenguas del mundo, todas las lenguas actuales se habrían formado mediante el cambio lingüístico a partir de una primera que se fue diferenciando en lenguas ininteligibles. El primer científico serio en publicarla fue el lingüista italiano Alfredo Trombetti, en el libro L'Unità d'origine del linguaggio, publicado en 1905.
Más modernamente Greenberg y Ruhlen, partidarios de la monogénesis, sostienen que en las lenguas modernas existen suficientes evidencias para reconstruir parte de la lengua originaria o protomundo o protosapiens. Sin embargo, esta afirmación ha sido muy controvertida y las reconstrucciones practicadas por Ruhlen son frecuentemente descalificadas.
La hipótesis monogenética siempre ha encontrado mucha discusión y realmente existe poca evidencia lingüística sólida en su favor. Uno de los principales argumentos para sostenerla procede de la genética de poblaciones, ya que hay fuertes indicios que sustentan la hipótesis de que la especie humana habría surgido a partir de un reducido grupo humano en África, que presumiblemente habría compartido una lengua, denominada por algunos idioma protosapiens. Sin embargo, el surgimiento de la especie humana no está relacionado por ninguna prueba o teoría sólida con el origen de la lengua y, en este caso, tampoco con el surgimiento de una única lengua original.
Se dice que hubo cambios por causa cultural, religiosa, etc.

## Poligénesis
La poligénesis indica el origen múltiple. Según esta hipótesis, hubo brotes lingüísticos independientes en cada lugar donde se iban estableciendo humanos sin tener previamente ningún habla. Indica que de África salió el ser humano sin idioma[cita requerida] y después de establecerse en Oriente Medio, Europa, Asia y América, fueron surgiendo allí los distintos grupos lingüísticos actuales y extintos.
La investigación moderna sobre lenguas criollas ha mostrado que a partir de un input lingüístico adecuado o pidgin, en una generación los niños desarrollan una lengua con gramática perfectamente estable y definida. Las lenguas criollas son precisamente las lenguas históricamente surgidas de pidgins. Otro ejemplo notable es idioma de señas de Nicaragua que fue creado inconscientemente a partir de señas aisladas que no formaban un conjunto de reglas estables, y por tanto no constituían una lengua auténtica.